# پیرلیمایسین
پیرلیمایسین هیدروکلرید (به انگلیسی: Pirlimycin hydrochloride) آنتی‌بیوتیک متعلق به دسته لینکوزامیدها است که تحت نام تجاری Pirsue  و برای معالجه ورم پستان در گاو استفاده می‌شود.

## فعالیت
پیرلیمایسین در برابر باکتری‌های گرم مثبت، به طور خاص استافیلوکوکوس اورئوس و گونه‌های کوآگولاز منفی استافیلوکوکوس و استرپتوکوک فعال است. این دارو هیچ فعالیتی علیه باکتریهای گرم منفی ندارد.

## سازوکار عمل
این ماده یک مهارگر باکتری است و با مهار سنتز پروتئین باکتریایی از طریق اتصال به زیر واحد 50S ریبوزوم عمل می‌کند. 